# دیوی، راولپندی
دیوی (به انگلیسی: Devi) یک منطقهٔ مسکونی در پاکستان است که در ناحیه راولپندی واقع شده‌است.